# Jovana Jovović
Jovana Jovović (serbisch-kyrillisch Јована Јововић; in Ungarn auch Jovana Jovovics und Jovana Jovovity; * 4. Dezember 2001 in Vrbas, BR Jugoslawien) ist eine serbisch-ungarische Handballspielerin, die für die serbische Nationalmannschaft aufläuft.

## Karriere

### Im Verein
Jovović spielte anfangs Volleyball und wechselte im Alter von elf Jahren zum Handball. Ihre erste Station war der in Crvenka ansässige Verein Laki. Im Jahr 2017 schloss sie sich dem ungarischen Verein Dunaújvárosi Kohász KA an. Dort lief die Rückraumspielerin anfangs in den Nachwuchsmannschaften auf und bestritt im Oktober 2018 ihr Erstligadebüt. Aufgrund ihrer ungarische Abstammung mütterlicherseits nahm sie im Januar 2019 zusätzlich die ungarische Staatsbürgerschaft an.
Jovović lief ab Februar 2021 für den ungarischen Erstligisten Moyra-Budaörs Handball auf, für den sie bis zum Saisonende 2020/21 verletzungsbedingt lediglich zwei Partien bestreiten konnte. In der Spielzeit 2021/22 erzielte sie 142 Treffer in 26 Pflichtspielen. Nachdem Jovović ab dem Sommer 2022 aufgrund einer Blinddarmoperation nur drei Spiele für Moyra-Budaörs Handball bestritten hatte, wechselte sie im November 2022 zum Ligakonkurrenten Debreceni Vasutas SC.

### In Auswahlmannschaften
Jovović wurde im Jahr 2019 erstmals vom damaligen Nationaltrainer Ljubomir Obradović zu einer Maßnahme der serbischen Nationalmannschaft eingeladen. Als die Rechtshänderin im selben Jahr an der Weltmeisterschaft mitwirkte, wurde sie zur jüngsten Spielerin der serbischen Handballverbandsgeschichte, die an einem Großturnier teilnahm. Jovović erhielt mit knapp 19 Spielminuten in neun Partien nur geringe Spielanteile. Auch bei ihren nächsten beiden Turnierteilnahmen, die Europameisterschaft 2020 und die Weltmeisterschaft 2021, kam sie nicht über die Rolle als Ergänzungsspielerin hinaus. Ihre Rolle in der Nationalmannschaft änderte sich bei den Mittelmeerspielen 2022, als sie ihre Mannschaft als Kapitänin auf das Spielfeld führte. Sie gewann mit der serbischen Auswahl die Bronzemedaille und belegte mit 34 Treffern gemeinsam mit der Spanierin Carmen Campos Costa den zweiten Platz in der Torschützenliste. Nachdem Jovović nicht für die Europameisterschaft 2022 nominiert war, gehörte sie bei der Weltmeisterschaft 2023 dem serbischen Aufgebot an. Mit 20 Treffern gehörte sie zu den torgefährlichsten Spielerinnen in ihrem Team.